# Пенрин (Каліфорнія)
Пенрин (англ. Penryn) — переписна місцевість (CDP) в США, в окрузі Пласер штату Каліфорнія. Населення — 1150 осіб (2020).

## Географія
Пенрин розташований за координатами 38°50′52″ пн. ш. 121°10′12″ зх. д. / 38.84778° пн. ш. 121.17000° зх. д. (38.847849, -121.169918).  За даними Бюро перепису населення США в 2010 році переписна місцевість мала площу 4,72 км², уся площа — суходіл.

## Демографія
Згідно з переписом 2010 року, у переписній місцевості мешкала 831 особа в 310 домогосподарствах у складі 231 родини. Густота населення становила 176 осіб/км².  Було 344 помешкання (73/км²).
Расовий склад населення:
| - 86,4 % — білих - 3,9 % — азіатів - 2,6 % — корінних американців - 0,4 % — вихідців з тихоокеанських островів - 0,4 % — чорних або афроамериканців - 3,2 % — осіб інших рас |

До двох чи більше рас належало 3,1 %. Частка іспаномовних становила 9,5 % від усіх жителів.
За віковим діапазоном населення розподілялося таким чином: 22,5 % — особи молодші 18 років, 61,9 % — особи у віці 18—64 років, 15,6 % — особи у віці 65 років та старші. Медіана віку мешканця становила 43,2 року. На 100 осіб жіночої статі у переписній місцевості припадало 97,4 чоловіків;  на 100 жінок у віці від 18 років та старших — 98,8 чоловіків також старших 18 років.
Середній дохід на одне домашнє господарство  становив 91 602 долари США (медіана — 72 063), а середній дохід на одну сім'ю — 96 132 долари (медіана — 71 938). За межею бідності перебувало 7,6 % осіб, у тому числі 14,5 % дітей у віці до 18 років та 8,2 % осіб у віці 65 років та старших.
Цивільне працевлаштоване населення становило 358 осіб. Основні галузі зайнятості: роздрібна торгівля — 13,7 %, освіта, охорона здоров'я та соціальна допомога — 12,8 %, будівництво — 12,6 %.